# Метод Гаусса — Жордана
Метод Гаусса — Жордана (метод полного исключения неизвестных) — метод, который используется для решения квадратных систем линейных алгебраических уравнений, нахождения обратной матрицы, нахождения координат вектора в заданном базисе или отыскания ранга матрицы. Метод является модификацией метода Гаусса. Назван в честь К. Ф. Гаусса и немецкого геодезиста и математика Вильгельма Йордана.

## Алгоритм
1. Выбирают первый слева столбец матрицы, в котором есть хоть одно отличное от нуля значение.
2. Если самое верхнее число в этом столбце ноль, то меняют всю первую строку матрицы с другой строкой матрицы, где в этой колонке нет нуля.
3. Все элементы первой строки делят на верхний элемент выбранного столбца.
4. Из оставшихся строк вычитают первую строку, умноженную на первый элемент соответствующей строки, с целью получить первым элементом каждой строки (кроме первой) ноль.
5. Далее проводят такую же процедуру с матрицей, получающейся из исходной матрицы после вычёркивания первой строки и первого столбца.
6. После повторения этой процедуры {\displaystyle n-1} раз получают верхнюю треугольную матрицу
7. Вычитают из предпоследней строки последнюю строку, умноженную на соответствующий коэффициент, с тем, чтобы в предпоследней строке осталась только 1 на главной диагонали.
8. Повторяют предыдущий шаг для последующих строк. В итоге получают единичную матрицу и решение на месте свободного вектора (с ним необходимо проводить все те же преобразования).

## Расширенный алгоритм для нахождения обратной матрицы
Пусть дано:
{\displaystyle A={\begin{pmatrix}a_{11}&a_{12}&\cdots &a_{1n}\\a_{21}&a_{22}&\cdots &a_{2n}\\\vdots &\vdots &\ddots &\vdots \\a_{n1}&a_{n2}&\cdots &a_{nn}\end{pmatrix}}\quad a_{11}\neq 0\quad I={\begin{pmatrix}1&0&\cdots &0\\0&1&\cdots &0\\\vdots &\vdots &\ddots &\vdots \\0&0&\cdots &1\end{pmatrix}}}

### Прямой ход (алгоритм образования нулей под главной диагональю)
- Разделим первую строку матрицы А на {\displaystyle a_{11}} получим: {\displaystyle a_{1j}^{1}={\frac {a_{1j}}{a_{11}}}}, j — столбец матрицы А.
- Повторяем действия для матрицы I, по формуле: {\displaystyle b_{1s}^{1}={\frac {b_{1s}}{a_{11}}}}, s — столбец матрицы I

Получим: 
{\displaystyle A={\begin{pmatrix}1&a_{12}^{1}&\cdots &a_{1n}^{1}\\a_{21}&a_{22}&\cdots &a_{2n}\\\vdots &\vdots &\ddots &\vdots \\a_{n1}&a_{n2}&\cdots &a_{nn}\end{pmatrix}}\qquad I={\begin{pmatrix}b_{11}^{1}&0&\cdots &0\\0&1&\cdots &0\\\vdots &\vdots &\ddots &\vdots \\0&0&\cdots &1\end{pmatrix}}}
- Будем образовывать 0 в первом столбце : {\displaystyle a_{2j}^{1}=a_{2j}-a_{1j}^{1}a_{21}\ ,\dots ,\ a_{nj}^{1}=a_{nj}-a_{1j}^{1}a_{n1}}
- Повторяем действия для матрицы І, по формулам : {\displaystyle b_{2s}^{1}=b_{2s}-b_{1s}^{1}a_{21}\ ,\dots ,\ b_{ns}^{1}=b_{ns}-b_{1s}^{1}a_{n1}}

Получим:
{\displaystyle A={\begin{pmatrix}1&a_{12}^{1}&\cdots &a_{1n}^{1}\\0&a_{22}^{1}&\cdots &a_{2n}^{1}\\\vdots &\vdots &\ddots &\vdots \\0&a_{n2}^{1}&\cdots &a_{nn}^{1}\end{pmatrix}}\qquad I={\begin{pmatrix}b_{11}^{1}&0&\cdots &0\\b_{21}^{1}&1&\cdots &0\\\vdots &\vdots &\ddots &\vdots \\b_{n1}^{1}&0&\cdots &1\end{pmatrix}}}
- продолжаем выполнять аналогичные операции, используя формулы : {\displaystyle a_{ij}^{k}={\frac {a_{ij}^{k}}{a_{ii}}}\qquad a_{ij}^{k}=a_{ij}^{k-1}-a_{kj}^{k}a_{ik}^{k-1}}

при условии, что {\displaystyle k=1\rightarrow n,i=k+1\rightarrow n,j=1\rightarrow n}
- Повторяем действия для матрицы І, по формулам : {\displaystyle b_{ik}^{k}={\frac {b_{ik}^{k}}{a_{ii}}}\qquad b_{is}^{k}=b_{is}^{k-1}-b_{ks}^{k}a_{ik}^{k-1}}

при условии, что {\displaystyle k=1\to n,\;i=k+1\to n,\;s=1\to n}
Получим : 
{\displaystyle A={\begin{pmatrix}1&a_{12}^{1}&\cdots &a_{1n}^{1}\\0&1&\cdots &a_{2n}^{2}\\\vdots &\vdots &\ddots &\vdots \\0&0&\cdots &1\end{pmatrix}}\qquad I={\begin{pmatrix}b_{11}^{1}&0&\cdots &0\\b_{21}^{2}&b_{22}^{2}&\cdots &0\\\vdots &\vdots &\ddots &\vdots \\b_{n1}^{n}&b_{n2}^{n}&\cdots &b_{nn}^{n}\end{pmatrix}}}

### Обратный ход (алгоритм образования нулей над главной диагональю)
Используем формулу: {\displaystyle a_{ij}^{k-1}=a_{ij}^{k-1}-a_{ij}^{k}a_{ik}^{i}}, при условии, что {\displaystyle k=n\to 1,\;i=1\to k-1,\;j=1\to n}
Повторяем действия для матрицы І, по формуле : {\displaystyle b_{is}^{k-1}=b_{is}^{k-1}-b_{is}^{k}a_{ik}^{i}}, при условии, что {\displaystyle k=n\to 1,\;i=1\to k-1,\;s=1\to n}
Окончательно получаем :
{\displaystyle A={\begin{pmatrix}1&0&\cdots &0\\0&1&\cdots &0\\\vdots &\vdots &\ddots &\vdots \\0&0&\cdots &1\end{pmatrix}}\qquad I=A^{-1}}

## Пример
Для решения следующей системы уравнений:
{\displaystyle \left\{{\begin{array}{ccccccl}a&+&b&+&c&=&0\\4a&+&2b&+&c&=&1\\9a&+&3b&+&c&=&3\end{array}}\right.}
Запишем её в виде матрицы 3×4, где последний столбец является свободным членом:
{\displaystyle {\begin{pmatrix}1&1&1\!&\vline &\!0\\4&2&1\!&\vline &\!1\\9&3&1\!&\vline &\!3\end{pmatrix}}}
Проведём следующие действия:
- К строке 2 добавим: −4 × Строку 1.
- К строке 3 добавим: −9 × Строку 1.

Получим:
{\displaystyle {\begin{pmatrix}1&\ 1&\ 1\!&\vline &\!0\\0&-2&-3\!&\vline &\!1\\0&-6&-8\!&\vline &\!3\end{pmatrix}}}
- К строке 3 добавим: −3 × Строку 2.
- Строку 2 делим на −2

{\displaystyle {\begin{pmatrix}1&1&1\!&\vline &\!\ 0\\0&1&{3 \over 2}\!&\vline &\!-{1 \over 2}\\0&0&1\!&\vline &\!\ 0\end{pmatrix}}}
- К строке 1 добавим: −1 × Строку 3.
- К строке 2 добавим: −3/2 × Строку 3.

{\displaystyle {\begin{pmatrix}1&1&0\!&\vline &\!\ 0\\0&1&0\!&\vline &\!-{1 \over 2}\\0&0&1\!&\vline &\!\ 0\end{pmatrix}}}
- К строке 1 добавим: −1 × Строку 2.

{\displaystyle {\begin{pmatrix}1&0&0\!&\vline &\!\ {1 \over 2}\\0&1&0\!&\vline &\!-{1 \over 2}\\0&0&1\!&\vline &\!\ 0\end{pmatrix}}}
В правом столбце получаем решение:
{\displaystyle a={\frac {1}{2}}\;;\ b=-{\frac {1}{2}}\;;\ c=0} .

## Реализация алгоритма на языке программирования C#
```
namespace
 
Gauss_Jordan_Method

{

    
class
 
Maths

    
{

        
/// <summary>

        
/// Метод Гаусса-Жордана (Обратная матрица)

        
/// </summary>

        
/// <param name="Matrix">Начальная матрица</param>

        
/// <returns></returns>

        
public
 
static
 
double
[,]
 
GaussJordan
(
double
[,]
 
Matrix
)

        
{

            
int
 
n
 
=
 
Matrix
.
GetLength
(
0
);
 
//Размерность начальной матрицы

            
double
[,]
 
xirtaM
 
=
 
new
 
double
[
n
,
 
n
];
 
//Единичная матрица (искомая обратная матрица)

            
for
 
(
int
 
i
 
=
 
0
;
 
i
 
<
 
n
;
 
i
++
)

                
xirtaM
[
i
,
 
i
]
 
=
 
1
;

            
double
[,]
 
Matrix_Big
 
=
 
new
 
double
[
n
,
 
2
*
n
];
 
//Общая матрица, получаемая скреплением Начальной матрицы и единичной

            
for
 
(
int
 
i
 
=
 
0
;
 
i
 
<
 
n
;
 
i
++
)

                
for
 
(
int
 
j
 
=
 
0
;
 
j
 
<
 
n
;
 
j
++
)

                
{

                    
Matrix_Big
[
i
,
 
j
]
 
=
 
Matrix
[
i
,
 
j
];

                    
Matrix_Big
[
i
,
 
j
 
+
 
n
]
 
=
 
xirtaM
[
i
,
 
j
];

                
}

            
//Прямой ход (Зануление нижнего левого угла)

            
for
 
(
int
 
k
 
=
 
0
;
 
k
 
<
 
n
;
 
k
++
)
 
//k-номер строки

            
{

                
for
 
(
int
 
i
 
=
 
0
;
 
i
 
<
 
2
*
n
;
 
i
++
)
 
//i-номер столбца

                    
Matrix_Big
[
k
,
 
i
]
 
=
 
Matrix_Big
[
k
,
 
i
]
 
/
 
Matrix
[
k
,
 
k
];
 
//Деление k-строки на первый член !=0 для преобразования его в единицу

                
for
 
(
int
 
i
 
=
 
k
 
+
 
1
;
 
i
 
<
 
n
;
 
i
++
)
 
//i-номер следующей строки после k

                
{

                    
double
 
K
 
=
 
Matrix_Big
[
i
,
 
k
]
 
/
 
Matrix_Big
[
k
,
 
k
];
 
//Коэффициент

                    
for
 
(
int
 
j
 
=
 
0
;
 
j
 
<
 
2
*
n
;
 
j
++
)
 
//j-номер столбца следующей строки после k

                        
Matrix_Big
[
i
,
 
j
]
 
=
 
Matrix_Big
[
i
,
 
j
]
 
-
 
Matrix_Big
[
k
,
 
j
]
 
*
 
K
;
 
//Зануление элементов матрицы ниже первого члена, преобразованного в единицу

                
}

                
for
 
(
int
 
i
 
=
 
0
;
 
i
 
<
 
n
;
 
i
++
)
 
//Обновление, внесение изменений в начальную матрицу

                    
for
 
(
int
 
j
 
=
 
0
;
 
j
 
<
 
n
;
 
j
++
)

                        
Matrix
[
i
,
 
j
]
 
=
 
Matrix_Big
[
i
,
 
j
];

            
}

            
//Обратный ход (Зануление верхнего правого угла)

            
for
 
(
int
 
k
 
=
 
n
 
-
 
1
;
 
k
 
>
 
-
1
;
 
k
--
)
 
//k-номер строки

            
{

                
for
 
(
int
 
i
 
=
 
2
*
n
 
-
 
1
;
 
i
 
>
 
-
1
;
 
i
--
)
 
//i-номер столбца

                    
Matrix_Big
[
k
,
 
i
]
 
=
 
Matrix_Big
[
k
,
 
i
]
 
/
 
Matrix
[
k
,
 
k
];

                
for
 
(
int
 
i
 
=
 
k
 
-
 
1
;
 
i
 
>
 
-
1
;
 
i
--
)
 
//i-номер следующей строки после k

                
{

                    
double
 
K
 
=
 
Matrix_Big
[
i
,
 
k
]
 
/
 
Matrix_Big
[
k
,
 
k
];

                    
for
 
(
int
 
j
 
=
 
2
*
n
 
-
 
1
;
 
j
 
>
 
-
1
;
 
j
--
)
 
//j-номер столбца следующей строки после k

                        
Matrix_Big
[
i
,
 
j
]
 
=
 
Matrix_Big
[
i
,
 
j
]
 
-
 
Matrix_Big
[
k
,
 
j
]
 
*
 
K
;

                
}

            
}

            
//Отделяем от общей матрицы

            
for
 
(
int
 
i
 
=
 
0
;
 
i
 
<
 
n
;
 
i
++
)

                
for
 
(
int
 
j
 
=
 
0
;
 
j
 
<
 
n
;
 
j
++
)

                    
xirtaM
[
i
,
 
j
]
 
=
 
Matrix_Big
[
i
,
 
j
 
+
 
n
];

            
return
 
xirtaM
;
        

        
}

    
}

}

```